# Sertão de Canindé

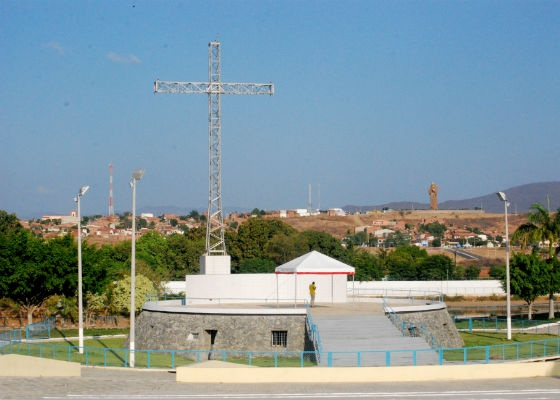
Praça dos Romeiros - Canindé (CE)

O Sertão de Canindé é uma região sócio-econômica no estado brasileiro do Ceará, que compreende os municípios de Boa Viagem, Canindé, Caridade, Itatira, Madalena e Paramoti. 
A palavra Canindé vem do tupi kanindé, e tem várias significações:
- a tribo de índios missionados e que, primitivamente, habitam as margens dos rios Banabuiú e Quixeramobim;
- uma grande tribo de Tarairiús, que vivia na região central do Ceará pelo sertões de Quixadá, Canindé e Alto Banabuiú (Quixeramobim);
- segundo Paulino Nogueira: uma espécie de arara de plumagem amarela, chamada guacamaio, ou um psitacídeo (arararaúna).

Sua denominação original era São Francisco das Chagas de Canindé e, desde 1914, Canindé.

## Região de Planejamento do Ceará
A Lei Complementar Estadual nº 154, de 20 de outubro de 2015, define a nova composição da região de planejamento do Sertão de Canindé, sendo a regionalização fixada em 6 municípios: Boa Viagem, Canindé, Caridade, Itatira, Madalena e Paramoti.
- Características geoambientais dominantes: Domínios naturais dos sertões e das serras secas.
- Área territorial (km²) – (2010): 9.202,34
- População – (2014): 202.808
- Densidade demográfica (hab./km²) – (2014): 22,04
- Taxa de urbanização (%) – (2010): 55,82
- PIB (R$ mil) – (2012): 931.944,88
- PIB per capita(R$) – (2012): 4.705,34
- % de domicílios com renda mensal per capita inferior a ½ salário mínimo – (2010): 68,11